# Време за одлазак
Време за одлазак (фр. „Le Temps qui reste“) је француска драма из 2005. коју је режирао Франсоа Озон. Филм је био номинован за награду „Известан поглед“ на Канском фестивалу.

## Радња
Роман, тридесетједногодишњи модни фотограф, открива да има канцер који је у завршној фази. Шансе за потпун опоравак су му биле 5%, а остало му је свега три месеца живота, па одлучно одбија терапију. Почиње да провоцира породицу, да се понаша дрско и безосећајно. Дечка јури из стана и говори му да га не воли. Тестирао је њихову толерантност и љубав према њему. Једина особа којој се у потпуности поверава је његова бака Лора.

## Улоге
| Глумац                 | Улога |
| ---------------------- | ----- |
| Мелвил Пупо            | Роман |
| Жана Моро              | Лора  |
| Валерија Бруни-Тедески | Жану  |
| Данијел Дивал          | отац  |
| Мари Ривјер            | мајка |
| Кристијан Санжевал     | Саша  |